# Yasugi, Shimane
Yasugi (安来市 (An Lai thị) Yasugi-shi) là một thành phố thuộc tỉnh Shimane, Nhật Bản.